# Kozacy 3
Kozacy 3 – remake gry strategicznej czasu rzeczywistego Kozacy: Europejskie boje wydanej w 2001 roku, stworzonej przez ukraińskie studio GSC Game World. Gra została wydana 20 września 2016 na platformie PC (Microsoft Windows, OS X oraz Linux). Podobnie jak w pierwowzorze, rozgrywka została osadzona w realiach XVII i XVIII wieku.

## Rozgrywka
Podstawy rozgrywki i rozwoju gospodarki w Kozakach 3 pozostają takie same jak w przypadku Kozacy: Europejskie boje. Tak jak w oryginale gracze rywalizują na losowo generowanych mapach, gromadząc zasoby, budując osady i tocząc bitwy z przeciwnikiem komputerowym lub między sobą w trybie wieloosobowym. Potyczki odbywają się zarówno na lądzie jak i na morzu, a ich skala może dochodzić do 10 000 żołnierzy. Do dyspozycji graczy zostało oddanych około 70 różnych typów jednostek, 100 badań naukowych i ponad 140 różnych historycznych budynków.
W premierowej wersji gry dostępnych jest dwanaście nacji do wyboru. Są to: Anglia, Francja, Hiszpania, Szwecja, Prusy, Austria, Wenecja, Polska, Ukraina, Rosja, Turcja i Algieria. Dodatek Days of Brilliance umożliwia wybranie przez gracza Danii i Holandii. Według producentów wraz z kolejnymi DLC liczba narodowości ma wzrosnąć do dwudziestu.

### Zmiany w stosunku do poprzedników
Do głównych zmian zaliczają się nowy silnik graficzny w pełnym 3D oraz napisana od podstaw sztuczna inteligencja. Drobniejsze zmiany obejmują kilka nowych rodzajów jednostek, zmieniony wygląd niektórych budynków oraz zmodyfikowane statystyki części ulepszeń. Oprócz tego powiększona została (z siedmiu do ośmiu) maksymalna liczba osób mogących grać na jednej mapie równocześnie w trybie wieloosobowym. Gra oferuje również pięć nowych kampanii historycznych w trybie dla jednego gracza oraz całkiem nową ścieżkę dźwiękową.
Producenci gry obiecują szerokie wsparcie dla osób tworzących mody oraz udostępnienie szeregu narzędzi do edycji gry. Będą to te same narzędzia, których developerzy używają do produkcji gry. Mają one pozwolić dowolnie modyfikować zawartość gry, a nawet tworzyć własne produkcje na jej silniku.

## Wydanie
Za dystrybucję gry w Polsce odpowiada CDP. Gra jest dostępna w polskiej wersji językowej (napisy), w tworzeniu której brał udział Jacek Komuda. Dystrybucja odbywa się poprzez platformę Steam. Gra została wydana w dwóch edycjach. Oprócz podstawowego wydania gry dostępna jest edycja kolekcjonerska zawierająca m.in. książkę Jerzego Besali – „Krwawiące sąsiedztwo. Polacy, Moskale i Kozacy”.